# 徐輔軍
徐輔軍（1967年9月18日—），台灣知名電影、電視劇編劇和導演，Q place表演教室老師。

## 簡介
《那一年的幸福時光》、《小資女孩向前衝》執導作品常與高收視率及熱議話題劃上等號。2004首部執導電影《夢遊夏威夷》榮獲2004年法國杜維爾影展「國際影評人獎」與最佳影片「金蓮花獎」，亦入圍「日本東京影展-亞洲之風」、「韓國釜山影展-新潮流競賽」單元。
徐輔軍最初在廣告公司工作，經學長、《熱帶魚》導演陳玉勳的介紹下，進入導演王小棣的「民心工作室」，開始參與不同影視作品的幕後工作。
2004年的《夢遊夏威夷》是他第一部執導電影，當時他慧眼相中楊祐寧、張鈞甯、黃鴻升（小鬼）擔任男女主角，目前他們均已成為影視圈一線男女主角。《小資女孩向前衝》則讓男主角邱澤再次走紅。
徐輔軍一路從助理、場記、助導、副導到導演，資歷完整，另外，座談節目、報導文學、紀錄片、電視劇、電影等不同職務與領域的磨鍊，使得他成為一個極具溝通魅力的導演，「疼愛演員」、「信賴演員」是他工作的核心，也因此能夠讓演員做最好的情緒發揮。徐輔軍曾表示：「我疼愛我的演員，愛他（她）好的部份；我的包容度非常高，因為長期和演員共事，理解他們所有的自私、險惡都是環境造成的……我一定要愛演員，只有好好愛他們，給予發揮空間，並相信他們，了解他們，才能拍出好戲。」

## 電影
- 1997年《望鄉》，獲得美國夏威夷影展紀錄片競賽單元首獎金藤獎、柏林影展青年論壇單元聯合教會獎
- 2004年《夢遊夏威夷》，獲法國杜維爾影展「國際影評人獎」、獲最佳影片「金蓮花獎」

## 電視劇
- 2003年 大愛電視台《新芽》，入圍金鐘獎最佳連續劇導演獎
- 2003年 八大電視台《又見菊花香》
- 2005年 大愛電視台《把愛找回來》
- 2006年 大愛電視台《窗外有蘭天》
- 2008年 大愛電視台《竹音深處》
- 2009年 大愛電視台《春風伴我行》
- 2009年 三立電視台《那一年的幸福時光》
- 2010年 大愛電視台《我的尪我的某》
- 2010年 中國電視台《幸福最晴天》
- 2010年 三立電視台《犀利人妻》
- 2011年 三立電視台《小資女孩向前衝》
- 2012年 八大電視台《愛情是從告白開始的》
- 2014年 湖南電視台《如果我愛你》
- 2016年 公共電視台《滾石愛情故事—你走你的路》
- 2017年 台灣電視台/八大電視台《植劇場—五味八珍的歲月》
- 2017年 八大電視台 《我的男孩》
- 2021年 湖南衛視 《理智派生活》
- 2025年  《人浮於愛》
- 2025年 大愛電視台《以身相許》

## 外部連結
- 徐輔軍在互联网电影资料库（IMDb）上的資料（英文）（英文）
- 徐輔軍在香港影庫上的簡介
- 徐輔軍在豆瓣上的资料（简体中文）
- 徐輔軍在时光网上的簡介（简体中文）

1. ↑  蔡文婷. . 台灣光華雜誌. 2013-03.
2. ↑  林若梅. . 大紀元. 2011-12-14  [2024-07-02]. （原始内容存档于2024-07-02） （中文（臺灣））.